# Universitair Harmonieorkest
Het Universitair Harmonieorkest (UHO) van de Katholieke Universiteit Leuven werd in 1979 opgericht, onder impuls van toenmalig rector Pieter De Somer. Het is anno 2019 het grootste orkest binnen de KU Leuven met een jaarlijkse bezetting van tussen de 90 en 100 muzikanten.

## Werking en activiteiten
Sinds de oprichting bestaat het Universitair Harmonieorkest uit studenten en oud-studenten uit binnen- en buitenland en personeelsleden van de KU Leuven. Jaarlijks kunnen ongeveer 30 nieuwe studenten na audities deel uit gaan maken van het orkest.
Aan het begin van elk academiejaar verzorgt het orkest samen met het Leuvens Universitair Koor de muzikale omlijsting van de eucharistieviering. In het najaar speelt het orkest al enkele jaren twee benefietconcerten ten voordele van twee goede doelen, één daarvan verbonden aan het universiteitsfonds van de Katholieke Universiteit Leuven, een andere een externe vzw. Samenwerkingen met onder andere Hippo&friends type 1 diabetesfonds en het KID-fonds brachten bedragen rond €5000 op die integraal aan de goede doelen werd geschonken.
Het orkest geeft in maart-april aulaconcerten in Aula Pieter De Somer in Leuven. Deze concerten zijn opgebouwd rond een specifiek thema en worden vaak in samenwerking met andere kunstvormen gepresenteerd.  Daarnaast zijn er buitenlandse reizen om deel te nemen aan wedstrijden of om concerten te geven.

## Wedstrijden
In oktober 2005 nam het orkest deel aan de provinciale orkestwedstrijd van Vlaamse Amateurmuziekorganisatie (Vlamo) met 90,3% als resultaat in de hoogste afdeling. In de jaren daarna was het orkest te horen in het Verenigd Koninkrijk, Kroatië en Avignon. In 2011 bereikte het de superieure afdeling van de Italiaanse orkestwedstrijd Flicorno d'Oro met een score van 92,1%. In 2013 deed het orkest mee aan het Open Harmoniekampioenschap georganiseerd door Vlamo, met een vijfde plaats en 87,17% als resultaat.
In mei 2019 behaalde het orkest Summa cum Laude met een score van 98% op het Europees Muziekfestival voor de Jeugd in Overpelt. In april 2025 nam het UHO opnieuw deel aan het Flicorno d'Oro in de superieure afdeling. Deze keer nam het orkest de overwinning mee naar huis met een score van 90,2%.

## Dirigenten

### Vaste dirigenten
Vaste dirigenten waren onder anderen:
- Louis Weemaels
- Frans Cuypers
- Jan Segers
- Piet Swerts
- Erwin Scheltjens (2003 - heden)

### Gastdirigenten
- Jan Van der Roost
- Franco Cesarini
- Philip Sparke
- Óscar Navarro González
- Bart Picqueur
- Eduard De Boer

## 40-jarig bestaan
In 2019 viert het orkest zijn 40-jarig bestaan. In het kader hiervan werd het programma van de aulaconcerten samengesteld op basis van een stemming waarbij leden en oud-leden hun stem konden uitbrengen op een selectie van werken die ooit door het UHO werden uitgevoerd. Daarnaast organiseerde het orkest in het voorjaar een quiz, en in september 2019 zal een play-in leden en oud-leden samenbrengen om het 40-jarig bestaan van het orkest te vieren.